# Кяхтинський договір (1727)

Карта Росії та Китайської «Тартарії» у 1730

Кяхтінський договір — договір про розмежування та торгівлю між Російською імперією та імперією Цин. Підготовлений у період посольства до Китаю (1725-1728) під час роботи над Буринським трактатом та підписаний 21 жовтня 1727   російським послом С. Л. Рагузінським-Владиславичем і уповноваженими уряду Цинської імперії Чабіної, Тегутом і Тулішенем. Підтвердив умови Нерчинського (1689) та Буринського (1727) договорів.
Договір зафіксував визначений Буринським трактатом кордон між двома країнами. Дав можливість Росії торгувати в Пекіні шляхом відправки раз на 3 роки каравану чисельністю не більше 200 осіб. Відкрив безмитну прикордонну торгівлю в Кяхті та Цурухайтуї, що сприяло значному зростанню обсягу торгівлі між двома країнами. Договір юридично оформив існування в Пекіні Російської духовної місії, 6 із 10 членів якої вивчали китайську та маньчжурську мови.
Передбачене Кяхтінським договором рішення вести листування між двома державами від імені Російського сенату та цинського Трибуналу зовнішніх зносин зняло проблему взаємного титулування імператорів Росії та Китаю. Договір покладав на врегулювання місцевих прикордонних суперечок на прикордонних адміністраторів двох країн, визначив порядок прийому посольств та юрисдикцію щодо порушників кордону (врегулювання місцевих прикордонних суперечок покладалося на прикордонну владу  ).
Після підписання представниками російської та китайської сторін проект договору було відправлено до Пекіна для затвердження. Обмін текстами відбувся 14 червня 1728 на річці Кяхті.
Залишався правовою основою взаємин Росії та імперії Цин до середини ХІХ століття. Його положення за згодою сторін пізніше уточнювалися та замінювалися Айгунським договором 1858 та Пекінським договором 1860.